# 生態早安。
生態早安（日语：エコモニ。）為一個日本音樂流行組合，當初結成的目的是為了在2004年6月19日、20日於日本千葉縣千葉市幕張展覽館舉行的「2004早安少女組“讓過熱的地球冷卻”文化季」（「モーニング娘。"熱っちぃ地球を冷ますんだっ。"文化祭2004 ～STOP!地球温暖化～」）中宣揚環境保護的重要性。成員為組合美勇傳中的石川梨華和早安少女組的道重沙由美。
在Hello Project 2004至2005一連串的演唱會，活動以及己發行的CD中的相關產品都被冠了相關事業的稱號。

## 特徵
- 當初只是予定以主角的身分在文化祭期間(2004年6月2日到20日)活動。

## 音樂

### 單曲
（2004年11月26日） -為電影哈姆太郎第四輯的插曲。
登場的角色為（聲優為松浦亞彌）及其同伴。
伴曲之為生態早安2人以的身分所唱。但單曲碟中的另一首樂曲並沒有成為該電影的插曲、是一獨立於哈母太郎世界的樂曲。

### 大碟
在大碟（2004年12月22日）裏收錄了生態早安的
又，在大碟（2005年12月21日）裏收錄了上述樂曲的另一個版本。但因為這首歌是和早安少女組合唱的，所以主曲者會以來表記。

## 電影
擔任卡通電影（2004年、東寶）的配音工作

## 寫真集
2005年11月16日-石川梨華與道重沙由美特別寫真集「天使」(エンジェルズ)發賣。

## 外部連結
- (日本語)